# Унтерпляйхфельд
Унтерпляйхфельд (нім. Unterpleichfeld) — громада в Німеччині, розташована в землі Баварія. Підпорядковується адміністративному округу Нижня Франконія. Входить до складу району Вюрцбург.
Площа — 23,95 км2. Населення становить 3034 ос. (станом на 31 грудня 2020).